# Adam Zyglis
Adam O. Zyglis (9 de julho de 1982) é um cartunista editorial americano ganhador do Prêmio Pulitzer que trabalha para o Buffalo News de Buffalo, Nova Iorque, onde substituiu seu colega vencedor do Prêmio Pulitzer, Tom Toles, quando Toles se tornou o cartunista do Washington Post. Zyglis também é sindicado nacionalmente através da Cagle Cartoons, Inc. Ele também fez trabalhos freelancers, caricaturas e desenhos animados para a alternativa semanal Artvoice. Zyglis ganhou prêmios da Associated College Press e do Universal Press Syndicate, e foi indicado para vários outros prêmios nacionais de cartuns. Ele ficou em 3.º lugar no National Headliner Awards de 2007 e 2011. Em 2013, ele ganhou o Prêmio Clifford K. e James T. Berryman, concedido pela National Press Foundation. Zyglis recebeu o Prêmio Pulitzer de 2015 de desenho animado editorial por usar, na citação do comitê, "imagens fortes para se conectar com os leitores e transmitir camadas de significado em poucas palavras".